# Cyrtodactylus papilionoides
Cyrtodactylus papilionoides är en ödleart som beskrevs av  Thomas M. Ulber och GROSSMANN 1991. Cyrtodactylus papilionoides ingår i släktet Cyrtodactylus och familjen geckoödlor. Inga underarter finns listade i Catalogue of Life.